# Penstemon moriahensis
Penstemon moriahensis är en grobladsväxtart som beskrevs av Noel Herman Holmgren. Penstemon moriahensis ingår i släktet penstemoner, och familjen grobladsväxter. Inga underarter finns listade i Catalogue of Life.